# Bromeliales

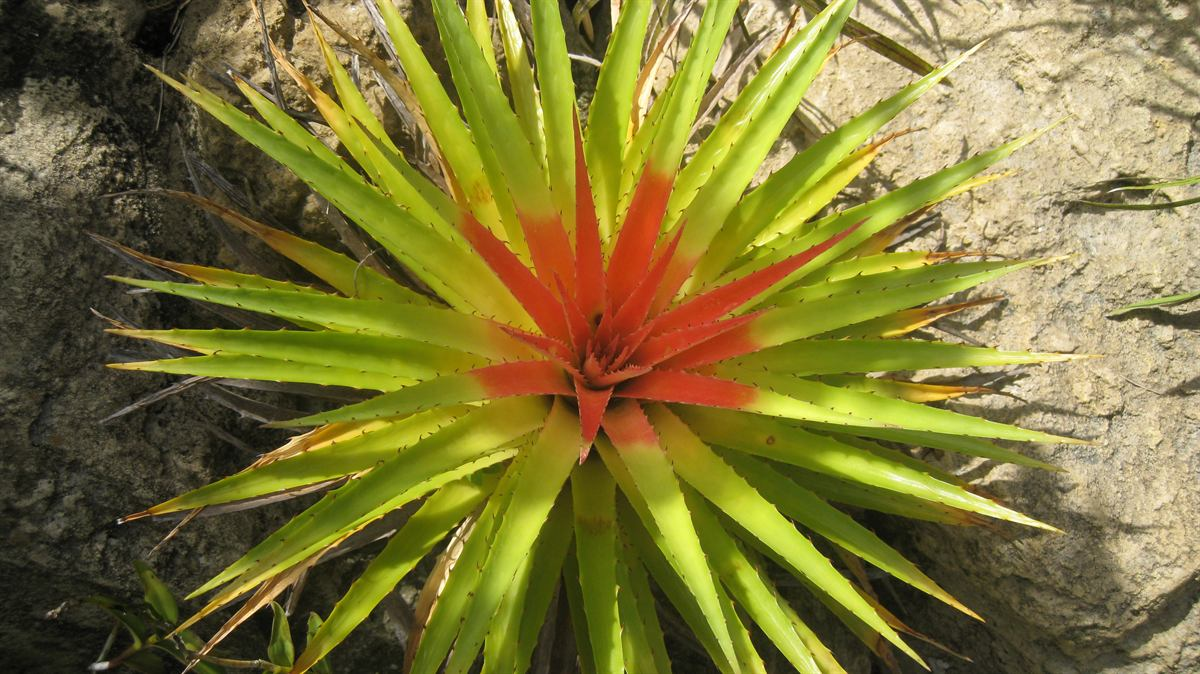
Bromelia humilis

Bromeliales é o nome botânico de uma ordem de plantas com flor. Esta ordem tem sido reconhecida por alguns sistemas de taxonomia vegetal, com diversas disposições. A circunscrição habitual consiste em apenas uma família, Bromeliaceae, a família do ananás.
No sistema Cronquist coloca a ordem na subclasse Zingiberidae, na classe Liliopsida.
No sistema Thorne a ordem é colocada na superordem Commelinanae, na subclasse Liliidae, com a seguinte circunscrição:
- Bromeliaceae
  - Brocchinioideae
  - Tillandsioideae
  - Bromelioideae
  - Brocchinioideae
  - Pitcairnioideae
- Rapateaceae
  - Rapateoideae
  - Saxofridericioideae
- Mayacaceae
- Xyridaceae
- Eriocaulaceae
  - Eriocauloideae
  - Syngonanthoideae
  - Paepalanthoideae

No sistema Dahlgren a ordem é colocada na superordem Bromelianae na subclasse Liliidae.
No sistema Engler, na actualização de 1964, a ordem é colocada na classe Monocotyledoneae.
Esta ordem não é reconhecida pelo sistema APG II e pelo sistema APG III, colocando as plantas envolvidas na ordem Poales.